# Roccagloriosa
Roccagloriosa é uma comuna italiana da região da Campania, província de Salerno, com cerca de 1.725 habitantes. Estende-se por uma área de 42 km², tendo uma densidade populacional de 41 hab/km². Faz fronteira com Alfano, Camerota, Celle di Bulgheria, Laurito, Rofrano, San Giovanni a Piro, Torre Orsaia.

## Demografia
| Variação demográfica do município entre 1861 e 2011                               |
|                                                                                   |
| Fonte: Istituto Nazionale di Statistica (ISTAT) - Elaboração gráfica da Wikipedia |